# Hippelates incipiens
Hippelates incipiens är en tvåvingeart som beskrevs av Charles Howard Curran 1926. Hippelates incipiens ingår i släktet Hippelates och familjen fritflugor. Inga underarter finns listade i Catalogue of Life.